# Gran Turismo 6
Gran Turismo 6 (グランツーリスモ6 Guran Tsūrisumo Shikkusu?, también abreviado como GT6) es un videojuego de carreras desarrollado por Polyphony Digital. Es la sexta entrega completa de la serie Gran Turismo y la última para la consola PlayStation 3.
El juego fue presentado a nivel mundial el 6 de diciembre de 2013, concretamente en Ronda (Málaga) que alberga el circuito Ascari Resort, uno de los nuevos incluidos en esta entrega se realizó una presentación unos días antes de su lanzamiento, donde se homenajeó a Kazunori Yamauchi poniéndole su nombre a una de las calles de la ciudad malagueña, ahora llamada Paseo de Kazunori Yamauchi.

## Novedades
El 24 de octubre de 2013, los desarrolladores de juegos han anunciado una asociación a largo plazo con el Instituto Ayrton Senna. Una actualización gratuita de mayo de 2014 agregó una nueva presentación llamada "Tributo a Ayrton Senna", que hace seguimiento a la carrera automovilística de Ayrton Senna. La actualización también incluye el icónico Lotus 97T, que Senna condujo en la temporada de Fórmula 1 de 1985.
También hay una función donde los jugadores pueden conducir en la Luna con el Lunar Rover.
El VideoJuego tiene 117 Circuitos para conducir entre más de 1200 Autos. En el modo En línea, Obtienen eventos de temporada, Salas En línea, Partida Rápida y Comunidad. También hay una App llamada "Track Path Editor" para construir los circuitos y conducirlos para En línea o Offline. Es el Primer juego de la Saga en obtener una App oficial, aunque esta ya se descontinuo con el cierre de sus servidores en línea.
También tuvo una edición del 15° aniversario en la cual los compradores tenían un código que incluía 1.000.000 de créditos para usar en el juego , 20 coches que poseían una pintura y unas mejoras especiales como el KTM X-Bow o el Pagani Huayra , 2 pinturas especiales (para los demás coches ) un mono y un casco especial para el personaje y 4 Avatares exclusivos para el perfil de PlayStationNetwork

## Visión Gran Turismo

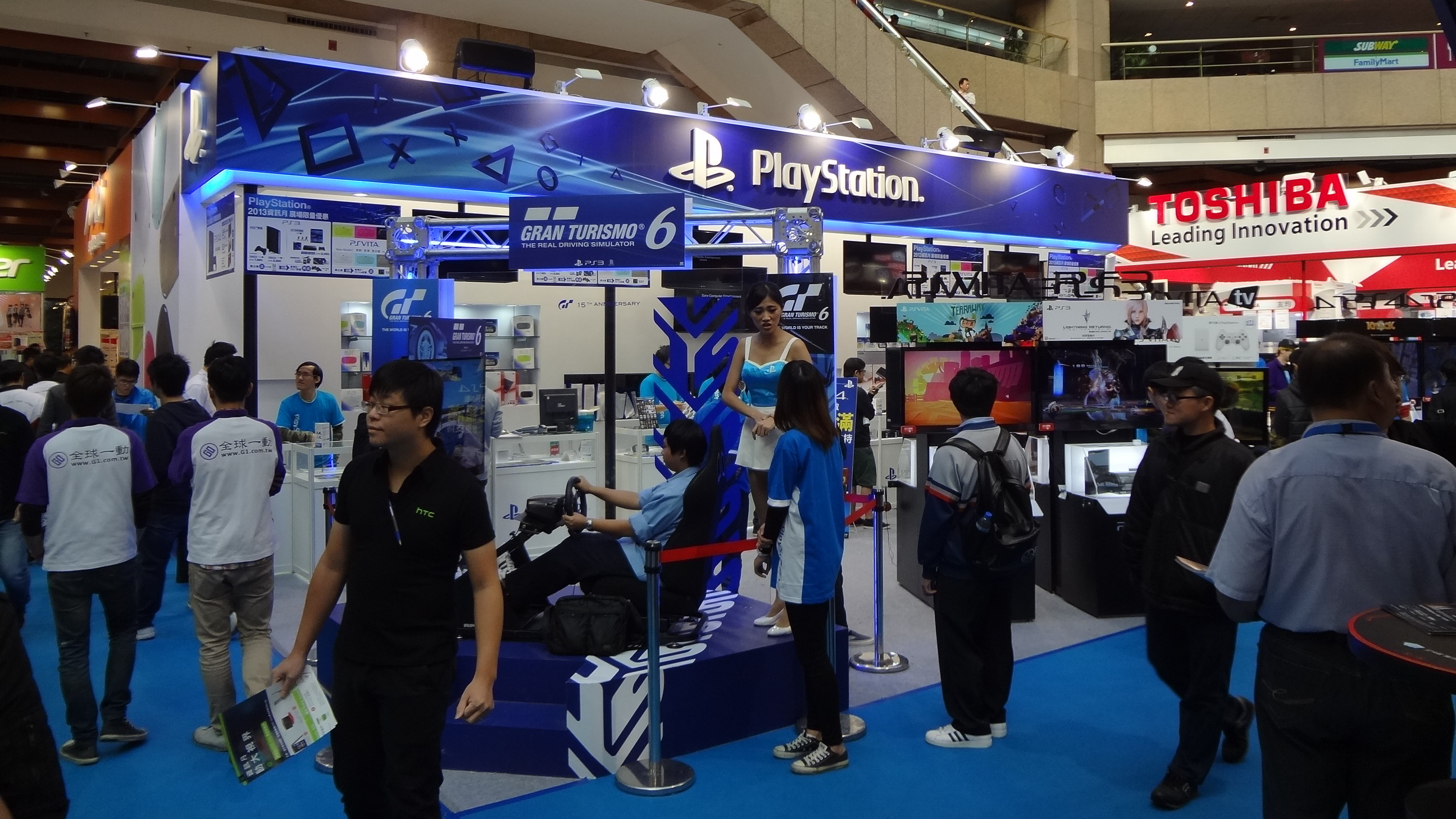
Stand de Gran Turismo 6 en Taipei IT Month 2013 (Taipéi, Taiwán).

Para conmemorar el 15º aniversario de la serie, Gran Turismo 6 también contará con un festival llamado Vision Gran Turismo (nombre reutilizado de los primeros tráileres de GT5), con coches conceptuales diseñados para el juego por las principales compañías de automoción, así como marcas de ropa deportiva como Air Jordan y Nike, y empresas de diseño de automóviles, tales como Zagato.
El 17 de noviembre de 2013, fue revelado el primer coche "Vision Gran Turismo", el "Mercedes Benz AMG Vision Gran Turismo".
El 14 de mayo de 2014, el segundo auto de Visión GT fue el "BMW Vision Gran Turismo", fue revelado y lanzado junto con la actualización 1.07.
Simultáneamente, en la actualización 1.08, junto con el contenido de tributo a Ayrton Senna, el tercer auto de Vision GT, el "Mitsubishi Concept XR-PHEV Evolution Vision Gran Turismo".
Para la actualización 1.09 fue revelado el cuarto auto Vision GT, el "Volkswagen GTI Roadster Vision Gran Turismo", además del circuito "Red Bull Ring".
En la actualización 1.10 se lanzaron el "Aston Martin DP-100 Vision Gran Turismo" y el "NISSAN CONCEPT 2020 Vision Gran Turismo".
La compañía Toyota lanzó su Visión GT en la actualización 1.12, dándole vida al "Toyota FT-1 Vision Gran Turismo", también se incluyó el primer circuito largo original del "Circuito de la Sierra", inspirado en la región de Ronda, España.
En la actualización 1.14 se agregó el "Subaru VIZIV GT Vision Gran Turismo", además del renovado circuito de Suzuka.
Siguiendo en la actualización 1.15, fueron revelados dos autos Vision GT, el "Chevrolet Chaparral 2X Vision Gran Turismo" y el "INFINITI CONCEPT Vision Gran Turismo".
El 25 de diciembre, como regalo navideño, fue presentado el "Mazda LM55 Vision Gran Turismo".
Continuando con la actualización 1.16, la compañía británica "Mini" nos mostró su auto Vision GT, el "MINI Clubman Vision Gran Turismo"; además en esta actualización se incluyó la popular pista original de Gran Turismo, "Mid-Field Raceway".
En la actualización 1.17, se lanzaron dos Vision GT, el "LEXUS LF-LC GT Vision Gran Turismo" y el "Alpine Vision Gran Turismo".
Y en la actualización 1.18, para sorpresa de todos, la compañía alemana Volkswagen lanza su segundo Vision GT, el "Volkswagen GTI Supersport Vision Gran Turismo", teniendo este, además de otros detalles, un techo rígido que lo diferencia de su predecesor el "Volkswagen GTI Roadster Vision Gran Turismo".
En la actualización 1.19 la marca francesa Peugeot presentó el "Peugeot Vision GT",
Y en la actualización 1.20, SRT, filiada de Fiat Chrysler Automobiles, nos muestra el "SRT Tomahawk Vision Gran Turismo", con sus 3 variantes, el "SRT Tomahawk s", el "SRT Tomahawk GTS-R", y el "SRT Tomahawk x".

## Vehículos
Nuevos coches en Gran Turismo 6:
- Alfa Romeo TZ3 Stradale (2011)
- Alpine A110 1600S (1968)
- Aston Martin V12 Vantage (2010)
- Audi R8 LMS ultra (2012)

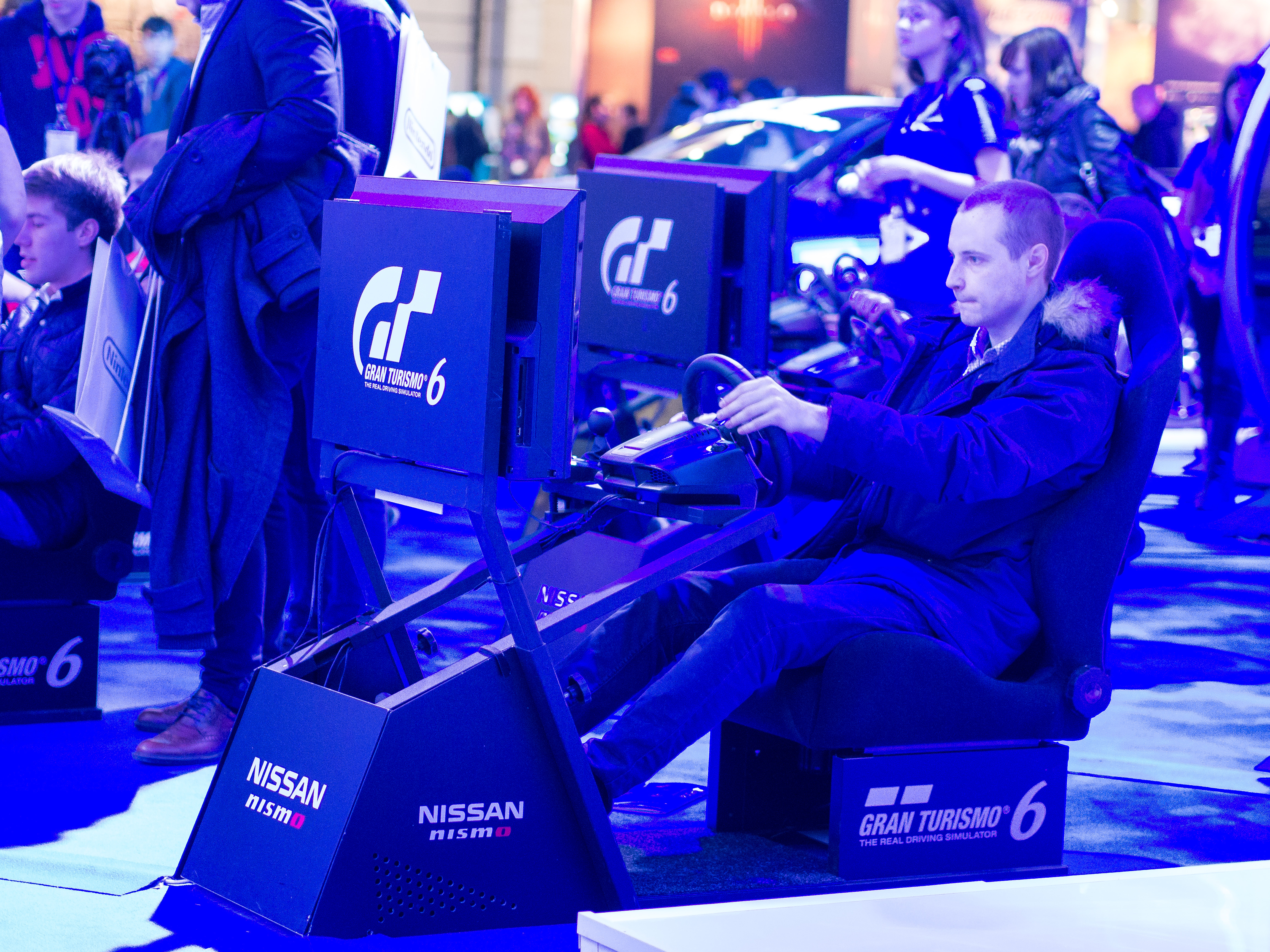
Gran Turismo 6 en Igromir 2013 (Moscú, Rusia).

- Audi Sport quattro S1 Rally Car (1986)
- BMW Z4 GT3 (2011)
- Bugatti Veyron 16.4 (2013)
- Chevrolet Corvette Stingray (C7) (2014)
- Ferrari Dino 246 GT (1971)

- Ferrari FXX (2005)
- Ferrari GTO (1984)
- Ford Focus ST (2013)
- Ford Mustang Shelby GT500 (2013)
- Honda HSV-010 (Super GT) (2011)
- KTM X-BOW R (2012)
- Lamborghini Aventador LP 700-4 (2011)
- Lamborghini Diablo GT (2000)
- Lamborghini Diablo GT2 (1998)

- Lamborghini Reventon (2007)
- Lexus IS F Racing Concept (2008)
- Light Car Company Rocket (1968)
- Lotus 97T (1985)
- Lotus Europa (type54) (1968)
- Lotus Elise (2011)
- Mercedes-Benz SLS AMG GT3 (2011)
- McLaren F1 GTR Race Car Base Model (1995)
- Nissan DeltaWing (2012)
- Nissan GT-R Nismo GT3 N24 Schulze Motorsport (2013)
- Nissan GT-R Nismo (2014)
- Pagani Huayra
- Renault Sport Megane Trophy V6 (2011)
- SRT Viper GTS (2013)
- Tesla Motors Model S Signature Performance (2012)
- lincol 86 TRD Racing (2008)
- Volkswagen Scirocco GT24 Race Car (2008)
- (Gran Turismo Redbull X2014 Junior) Actualización 1.02
- (Gran Turismo Redbull X2014 Standard)Actualización 1.04
- (Gran Turismo Redbull X2014 Fan Car) Actualización 1.04
- (BMW M4 Coupe) Actualización 1.02
- (Toyota FT1) Actualización 1.04
- (Chevrolet Corvette C7 Gran Turismo Concept Car) 1.04

## Recepción

### Críticas
Gran Turismo 6 ha recibido críticas generalmente positivas, con los sitios GameRankings y Metacritic dando una puntuación de 81.55% y 82 de 100, respectivamente. Fue elogiado principalmente por su enfoque en el realismo y su gran colección de coches, pero fue criticado por la falta de más mejoras, bugs y errores en el lanzamiento y un gran enfoque en el modo en línea. En Eurogamer elogiaron la "vasta y extensa compendio de coches" y el "tracklist asombroso", con GamesRadar alabando a los gráficos y al realismo. Polyhon le gusta la variedad de juego, mientras que IGN dijo que era "una notable mejora en comparación al Gran Turismo 5". Hardcore Gamer comentó que era "sorprendentemente adictivo" con "enorme atractivo duradero". Cuando Destructoid hizo una comparación directa con el título de la próxima generación Forza Motorsport 5, Gran Turismo llegó a la cima por un amplio margen.

## El apoyo de famosos
El cuatro veces campeón de la Fórmula 1 Sebastian Vettel aparece en el juego, así como Hudson Hornet de 1948 de Mario Andretti. El campeón 2003 de la Copa NASCAR Matt Kenseth conduce uno de los coches nuevos en el juego. El juego también cuenta con réplicas de los cascos y buzos antiflamas usados por los pilotos como Tony Stewart, Ayrton Senna, Jimmie Johnson , Petter Solberg y Mikko Hirvonen. Jay Leno ayudó a los productores para incluir su Oldsmobile Toronado de 1000 caballos de fuerza en el juego.